# Aleksiej Kożewnikow
Aleksiej Jakowlewicz Kożewnikow (ros. Алексей Яковлевич Кожевников, ur. 5 marca?/17 marca 1836 w Riazaniu, zm. 10 stycznia?/23 stycznia 1902 w Moskwie) – rosyjski lekarz neurolog i psychiatra. W 1894 opisał jako epilepsia partialis continua postać padaczki znaną dziś jako padaczka Kożewnikowa.

## Życiorys
Urodził się jako syn oficera w Riazaniu. W 1853 roku przeniósł się do Moskwy, gdzie od 1853 do 1858 studiował medycynę na tamtejszym uniwersytecie. Jego dysertacja doktorska przedstawiona w 1865 roku dotyczyła postępującej ataksji lokomotorycznej (kiłowej). W 1866 w ramach stypendium odwiedził uczelnie w Niemczech, Anglii, Szwajcarii i Francji. W paryskim laboratorium Charcota dokonał istotnych spostrzeżeń nad patologią stwardnienia zanikowego bocznego.
Po powrocie do Rosji w 1869 został docentem chorób nerwowych i umysłowych w Szpitalu Nowojekaterińskim. Od 1870 do 1884 prowadził klinikę chorób neurologicznych, w 1873 został profesorem nadzwyczajnym a w 1880 profesorem zwyczajnym. W 1886 założył Klinikę Psychiatrii, w 1890 Moskiewskie stowarzyszenie neuropatologów i psychiatrów którego został pierwszym przewodniczącym. W tym samym roku założył nową klinikę chorób neurologicznych, której dyrektorem pozostał do 1900 roku. W rozwoju tej ostatniej kliniki istotny udział miał młody asystent Kożewnikowa, Siergiej Korsakow. Obok Korsakowa, uczniami Kożewnikowa byli Władimir Roth, Grigorij Rossolimo, Liwierij Darkszewicz, Władimir Muratow, Łazar Minor i Edward Flatau.
W 1900 założył czasopismo neuropsychiatryczne „Żurnał newropatołogii i psichiatrii imieni S.S. Korsakowa”. 
Kożewnikow zmarł w 1902 roku w wieku 66 lat z powodu przerzutów raka gruczołu krokowego. Chorował przez ostatnie trzy lata życia. Po śmierci jego mózgowie badano w Moskiewskim Instytucie Badań Mózgu; ważyło 1520 g.

## Wybrane prace
- Bolezn, opysannaia Diushenom pod imenom Ataxie locomotrice progressive. Dysertacja doktorska. Moskwa, 1865.
- Axencylinderfortsatz der Nervencellen im kleinen Hirn des Kalbes. Arch f microscop Anatomie, 332, 1868
- Axencylinderfortsatz der Nervencellen aus der Grosshirnrinde des Menschen Arch f Microscop Anatomie, 374, 1869.
- Afazia i centralnii organ rechi. Moskwa, 1874.
- Nervnie bolezni i psykhiatriii. Moskwa, 1883.
- Sluchai amiotrophycheskogo sclerosa. Bestn Klin Sud Psikh Nevropat 1885,11:174.
- Ein Fall von lateraler amyotrophischer Sclerose. Zbl Nervenheilk 18, 1885
- Ophtalmoplegia nuclearis. Medisinskoe Obozrainie, 1887, 27 (2-3): 148.
- Kurs nervnych boleznei. Moskwa, 1889, 1892 etc.
- Ob alkogolnom paralyche (paralysis alcocholica). Sankt Petersburg, 1891.
- Latyrism - bolezn, obuslovennaia upotrebleniem v pyscu goroha lathyrus. Sankt Petersburg, 1894.
- Osobii vid corticalnoi epilepsii. Medisinskoe Obozrainie, 1894, 42 (14): 97.
- O vlianii psychicheskoi deiatelnosty na nervnie bolezni. Otchot o sost imp Mosk un-ty za 1894. g. Moskwa, 1895:1.
- Eine besondere form von corticaler epilepsie. Neurologisches Zentralblatt, 1895, 14: 47.